# Янікув (Нижньосілезьке воєводство)
Янікув (пол. Janików) — село в Польщі, у гміні Олава Олавського повіту Нижньосілезького воєводства.
Населення — 342 особи (2011).
У 1975-1998 роках село належало до Вроцлавського воєводства.

## Демографія
Демографічна структура станом на 31 березня 2011 року:
|          | Загалом | Допрацездатний вік | Працездатний вік | Постпрацездатний вік |
| -------- | ------- | ------------------ | ---------------- | -------------------- |
| Чоловіки | 173     | 35                 | 124              | 14                   |
| Жінки    | 169     | 23                 | 109              | 37                   |
| Разом    | 342     | 58                 | 233              | 51                   |